# Matthias R. Lemke

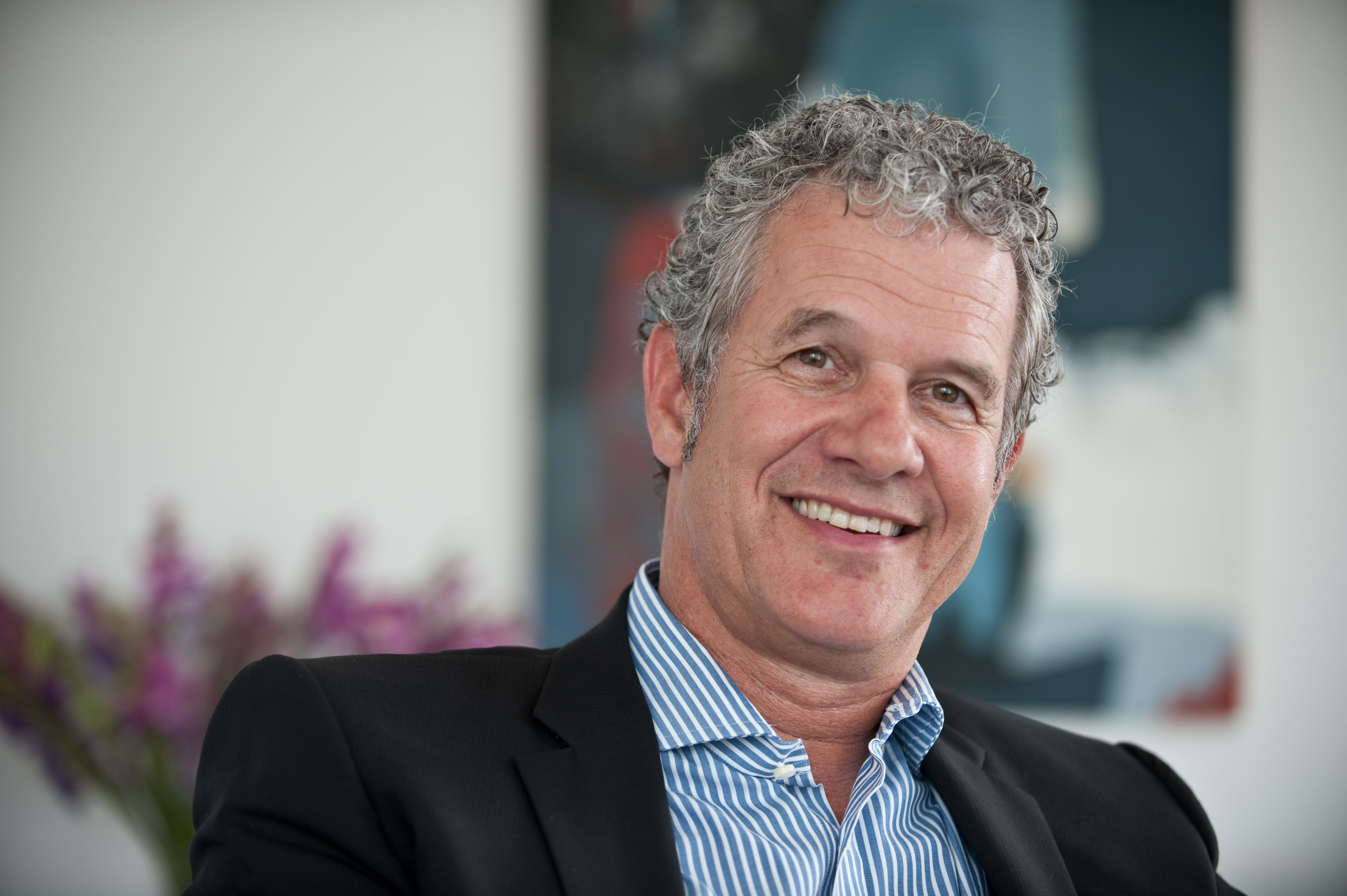
Matthias R. Lemke

Matthias R. Lemke (* 20. Juni 1958 in Viersen) ist ein deutscher Mediziner, Psychiater und Psychotherapeut, Professor für Psychiatrie und Psychotherapie an der Christian-Albrechts-Universität zu Kiel, Ärztlicher Direktor und Geschäftsführer der Heinrich Sengelmann Kliniken für Psychiatrie, Psychotherapie, Psychosomatik (Heinrich Sengelmann Krankenhaus, Heinrich Sengelmann Tageskliniken Reinbek, Ahrensburg, Bargteheide und Hamburg-Uhlenhorst) und Leiter des Fachbereichs Psychiatrie, Psychotherapie, Psychosomatik der Evangelischen Stiftung Alsterdorf, Hamburg.

## Leben
Matthias Lemke absolvierte das Studium der Medizin an der Rheinisch Westfälisch Technischen Hochschule in Aachen mit Aufenthalten an der University of the West Indies in Bridgetown, Barbados, und Ago Medical Center, Legaspi City, Philippinen.
Die Ausbildung in der Neurologie erfolgte als Postdoctoral Fellow im Department of Neurology, University of California Medical Center, University of California, San Francisco (UCSF) (Chairman: Alan I. Faden, Neurologe). Die Weiterbildung zum Facharzt für Psychiatrie und Psychotherapie erfolgte an der Klinik für Psychiatrie und Psychotherapie der Freien Universität Berlin (Direktor: Hanfried Helmchen); Payne Whitney Psychiatric Clinic, New York Hospital, Cornell University, New York (Chairman: Jack Barchas, Psychiater); Klinik für Psychiatrie und Psychotherapie der Heinrich-Heine-Universität Düsseldorf (Direktor: Wolfgang Gaebel). Von 1993 bis 1995 war er Leitender Arzt der Abteilung Akutpsychiatrie und Suchtmedizin, Zentrum für Psychiatrie und Psychotherapie am Klinikum Ingolstadt (Direktor: Wolfgang Hartmann). Von 1995 bis 2002 war er Leitender Oberarzt und Stellvertretender Direktor der Klinik für Psychiatrie und Psychotherapie der Universität Kiel (Direktor: Josef Aldenhoff). Von 2002 bis 2007 war er Ärztlicher Direktor und Mitglied des Vorstandes der Rheinischen Kliniken Bonn, von wo er Ende 2007 die Berufung auf die heutige Position in Hamburg annahm.
Matthias Lemke lebt in Hamburg und hat drei Kinder.

## Werk
Schwerpunkte sind psychiatrisch-psychotherapeutische Themen einschließlich seelische Gesundheit über die Lebensphasen, Depression, Burnout, Erschöpfung, Angst, affektive Störungen, seelische Erkrankungen im höheren Lebensalter, Gerontopsychiatrie und -psychotherapie, Psychosen.
Forschungsschwerpunkte sind Emotionsverarbeitung und Verhaltensphysiologie, Depression, Anhedonie, Psychopharmakotherapie, Motorik, Neuropsychiatrie bei Morbus Parkinson, Krankenhausmanagement und Gesundheitsökonomie. Er ist Autor bzw. Koautor von mehr als 200 wissenschaftlichen Aufsätzen in nationalen und internationalen Fachzeitschriften, Autor bzw. Herausgeber von mehreren Büchern, unter anderem auf dem Gebiet der affektiven Störungen, speziell Depressionen und Angst und der psychiatrischen Störungen bei Morbus Parkinson.
Matthias Lemke ist Mitglied nationaler und internationaler Fachgesellschaften, der Deutschen Gesellschaft für Psychiatrie, Psychotherapie, Psychosomatik und Nervenheilkunde (DGPPN), der American Psychiatric Association (APA), der Deutschen Gesellschaft für Biologische Psychiatrie (DGBP), der Arbeitsgemeinschaft für Neuropsychopharmakotherapie (AGNP), der International Society for Research on Impulsivity (ISRI) und der Society for Neuroscience (SN).

## Publikationen
- Mehl, Volker, Lemke, Matthias R.; Der Personal Trainer für die Seele: Endlich stressfrei mit den besten Tipps aus Ayurveda und Psychotherapie
- Lemke, Matthias, R. Raethjen, Jan; Depression und Morbus Parkinson: Klinik, Diagnose, Therapie
- Lemke, Matthias (Hrsg.), Affektive Störungen

| Personendaten    | Personendaten                                       |
| ---------------- | --------------------------------------------------- |
| NAME             | Lemke, Matthias R                                   |
| KURZBESCHREIBUNG | deutscher Mediziner, Psychiater und Psychotherapeut |
| GEBURTSDATUM     | 20. Juni 1958                                       |
| GEBURTSORT       | Viersen                                             |